# Carlos Enrique Estrada
Carlos Enrique Estrada (Tumaco, Nariño, 1 de noviembre de 1961) es un exfutbolista y entrenador de fútbol colombiano. Actualmente dirige a las divisiones menores de Alianza Platanera Futsal.
Jugaba como delantero y es conocido por su apodo La Gambeta Estrada, que le puso el narrador deportivo Mario Alfonso Escobar por su talento en el terreno de juego.
En el año 2008 fue nominado por la División Mayor del Fútbol Colombiano (Dimayor) como uno de los 40 mejores jugadores en la historia del Fútbol Profesional Colombiano.

## Como jugador
Luego del mundial de 1990 fue recomendado por Guido Buchwald para jugar en el VfB Stuttgart, él viaja a territorio Alemán junto con el presidente del Deportivo Cali para cerrar su traspaso, durante esa semana llegó a jugar un partido amistoso con VfB Stuttgart contra el Stuttgarter Kickers pese a que gustó tanto al DT como a las directivas no se logró concretar el fichaje ya que el VfB Stuttgart lo quería contratar bajo un cesión y el Deportivo Cali solo quería vender, tras su paso truncado a Europa regreso al FPC a demostrar fecha a fecha todo su talento.

## Como entrenador
Tras su retiro como jugador, Carlos, se fue a vivir un tiempo a España en donde trabajo en el sector de la construcción. A su regreso a Colombia comenzó su etapa como DT en las inferiores del América de Cali donde permaneció desde el año 2000 hasta el 2003.
Para la Temporada 2004 es confirmado como entrenador del Real Cartagena el día 1 de marzo. En la fecha 9 del campeonato disputada el día 8 de mayo frente al Valledupar FC tras tener un altercado con el árbitro del encuentro fue suspendido por parte de la Dimayor con un total de 42 fechas.
Ese mismo año regresó al América de Cali  invitado por José Alberto Suárez, tras la salida de ambos recalan para el finalización 2005 en el Unión Magdalena.
En 2006 es contactado por el Club Deportivo Municipal Limeño de la segunda división donde permaneció durante 2 años con buenos resultados.
En 2009 fue designado como entrenador del Deportes Palmira, equipo de la Primera B, del cual renunció durante los cuadrangulares semifinales del Torneo Apertura luego de acumular seis derrotas consecutivas.
Para el segundo semestre del año 2009 dirigió al Alianza Petrolera.

## Selección Colombia
Jugó en la selección Colombia desde 1990 hasta 1991 Debutó en la Copa Malboro en 1990 jugó y marco su primer gol contra Polonia Participó en la Copa Mundial de 1990 dónde debutaría en el primer encuentro contra Emiratos Árabes sustituyendo a Arnoldo Iguaran dando una asistencia a Carlos Valderrama quien marcaría el segundo gol, sería titular en el partido contra Alemania Federal y Camerún dónde no marcaría gol, Tras el Mundial sería convocado para la Copa América de 1991 dónde solamente jugaría el primer partido contra Ecuador permaneciendo suplente el resto del torneo.

### Participaciones enCopas del Mundo
| Mundial                | Selección | Sede   | Resultado        | PJ | GA | Asis |
| ---------------------- | --------- | ------ | ---------------- | -- | -- | ---- |
| Mundial de Italia 1990 | Colombia  | Italia | Octavos de final | 4  | 0  | 1    |

### Participaciones enCopas Américas
| Torneo            | Selección | Sede  | Resultado    | PJ | GA | Asis |
| ----------------- | --------- | ----- | ------------ | -- | -- | ---- |
| Copa América 1991 | Colombia  | Chile | Cuarto lugar | 1  | 0  | 0    |

## Clubes

### Como futbolista
| Club                   | País                | Año                 | Partidos    | Goles       |
| ---------------------- | ------------------- | ------------------- | ----------- | ----------- |
| Deportes Tolima        | Colombia            | 1979 - 1983         | Desconocido | Desconocido |
| Deportivo Cali         | Colombia            | 1983 - 1986         | 69          | 11          |
| Millonarios            | Colombia            | 1987 - 1989         | 114         | 52          |
| Deportivo Cali         | Colombia            | 1990 - 1992         | 41          | 10          |
| Independiente Medellín | Colombia            | 1993                | 32          | 7           |
| Deportivo Cali         | Colombia            | 1994                | 20          | 1           |
| Independiente Medellín | Colombia            | 1995                | 6           | 1           |
| Total en su carrera    | Total en su carrera | Total en su carrera | 282         | 82          |

#### Selección
| Selección                | Año                      | Partidos | Goles |
| ------------------------ | ------------------------ | -------- | ----- |
| Colombia Mayores         | 1989                     | 2        | 0     |
| Colombia Mayores         | 1990                     | 7        | 1     |
| Colombia Mayores         | 1991                     | 3        | 0     |
| Total                    | Total                    | 12       | 1     |
| Total Selección Colombia | Total Selección Colombia | 12       | 1     |

### Como asistente técnico
| Club            | País     | Año         | AT de:         |
| --------------- | -------- | ----------- | -------------- |
| América de Cali | Colombia | 2004 - 2005 | Alberto Suárez |
| Unión Magdalena | Colombia | 2005        | Alberto Suárez |

### Como formador
| Club                                  | País     | Año           |
| ------------------------------------- | -------- | ------------- |
| Divisiones menores de América de Cali | Colombia | 2000-2003     |
| Divisiones menores de América de Cali | Colombia | 2016-2017     |
| Divisiones menores de Fortaleza CEIF  | Colombia | 2017-2018     |
| Alianza Platanera Futsal              | Colombia | 2018-presente |

### Como entrenador
| Club                | País        | Año         |
| ------------------- | ----------- | ----------- |
| Real Cartagena      | Colombia    | 2004        |
| CD Municipal Limeño | El Salvador | 2006 - 2008 |
| Deportes Palmira    | Colombia    | 2009        |
| Alianza Petrolera   | Colombia    | 2009        |

## Palmarés

### Campeonatos nacionales
| Título           | Club        | País     | Año  |
| ---------------- | ----------- | -------- | ---- |
| Primera División | Millonarios | Colombia | 1987 |
| Primera División | Millonarios | Colombia | 1988 |